# Eraldo Fozzer
Eraldo Fozzer (Trento, 13 giugno 1908 – Trento, 24 novembre 1995) è stato uno scultore italiano.

## Biografia

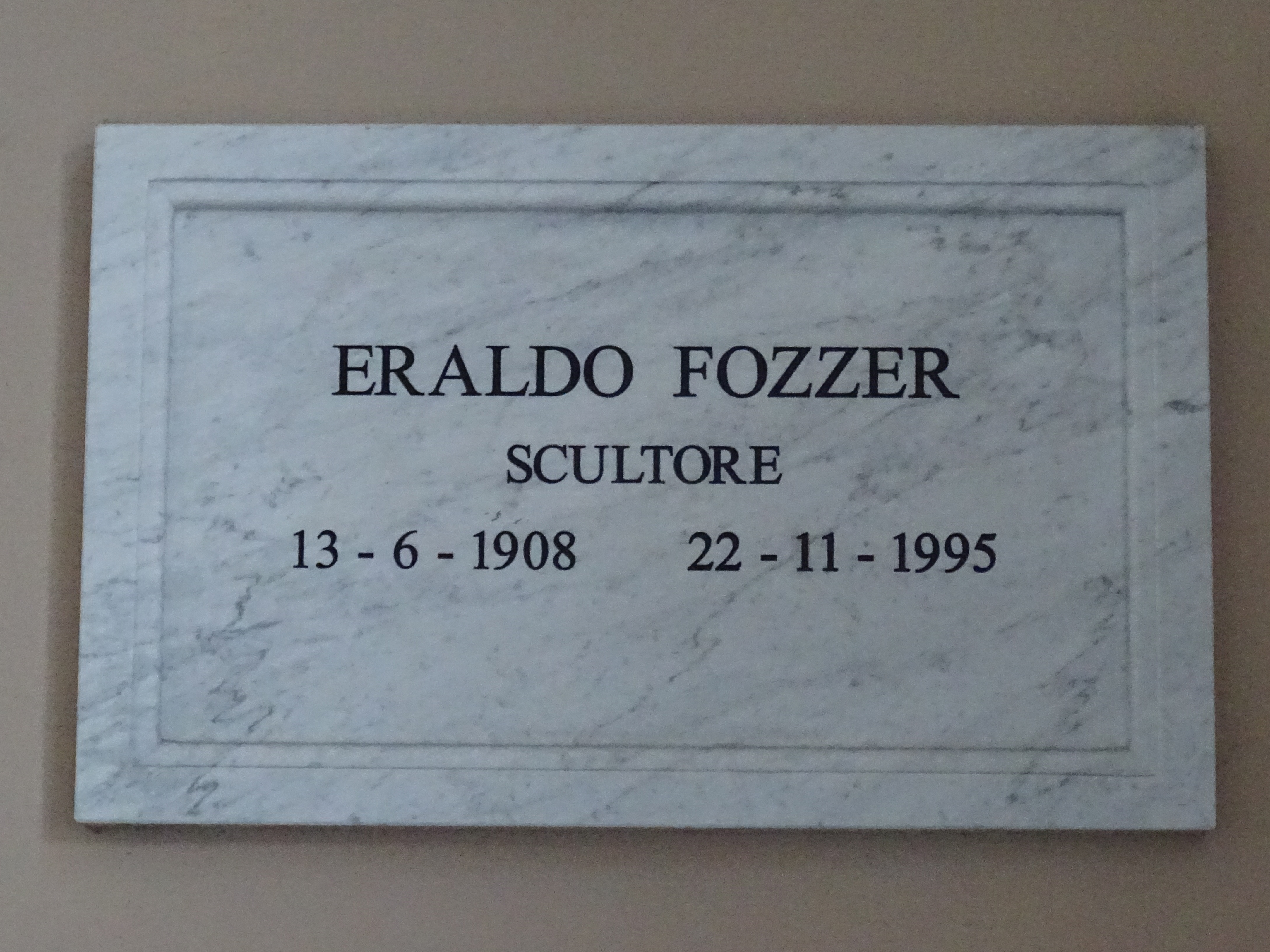
Targa nel famedio del cimitero monumentale di Trento

Nasce a Trento il 13 giugno 1908, da Giovanni e da Luigia Antoniazzi. Nel 1925 tenta di iscriversi a Milano all'Accademia di Brera ma è obbligato a rinunciarvi per lavorare nell'azienda familiare. Nel 1927 ottiene il diploma di tecnico edile. Dirige la parte artistica della ditta, perfezionandosi grazie ad un'applicazione e ad uno studio costante.
Nel 1934 lascia l'azienda paterna, per dedicarsi completamente alla scultura. È dell'anno dopo, 1935, la prima partecipazione a una Mostra Sindacale d'Arte a Trento dove vince il primo premio con l'Angelo. 
Alcune delle opere presenti nella città di Trento, eseguite nel corso degli anni a partire dal 1935, sono il busto di Cesare Battisti al Mausoleo del Doss Trento, il legionario sulla ex Casa Littoria e i cavalli di Piazza Venezia, il monumento commemorativo a Filippo Foti e Edoardo Martini alla Stazione Ferroviaria.
Nel novembre del 1938 partecipa, con un altro busto di Cesare Battisti, alla Mostra degli artisti atesini e trentini a Roma, inaugurata da Benito Mussolini.
È morto a Trento nel 1995.

## Elenco parziale delle opere
- 1935 Busto di Cesare Battisti del Mausoleo del Doss Trento (Trento)
- 1935 L'angelo (Trento)
- 1938 Statua de La Musica della Galleria d'Arte Moderna (Bolzano)
- 1939 Statua raffigurante La Previdenza di Piazza Cesare Battisti (Trento)
- 1943 Pulpito del Duomo di Trento (Trento)
- 1947 Ritratto del dottor Zorzi (Verona)
- 1949 Bassorilievo sul Ponte di San Lorenzo (Trento)[3]
- 1955 Monumento al prigioniero politico ignoto (Londra)
- 1960 Fontana delle Naiadi in Piazza Tribunale (Bolzano)
- Monumento commemorativo dedicato a Filippo Fotti e Edoardo Martini (Trento)